# Beril Böcekler
Beril Böcekler (Ankara, 7 febbraio 2004) è una nuotatrice turca.

## Biografia
A 15 anni, ai campionati assoluti turchi a Edirne, ha stabilito tre record nazionali assoluti. Böcekler ha vinto la medaglia d'argento sia negli 800 m stile libero che nei 1500 stile libero ai campionati europei juniores di nuoto 2019 a Kazan', in Russia.
Ha conquistato tre medaglie d'oro nei 200 m stile libero, nei 400 m stile libero e negli 800 m stile libero al festival olimpico estivo della gioventù europea (EYOF) del 2019 a Baku, in Azerbaigian, dove ha stabilito quattro record nazionali turchi sempre nello stile libero, nei 200 m, 400 m, 800 m e 1500 m, in aggiunta ai record EYOF nei 400 m e 800 m stile libero.
Böcekler nel 2019 frequenta la scuola superiore ad Ankara e gareggia per il club sportivo ENKA d'Istanbul.
Ha fatto parte della spediziobe turca ai XVIII Giochi del Mediterraneo di Tarragona 2018, in cui si è piazzata al sesto posto nella staffetta 4x200 metri stile libero con le connazionali Nida Eliz Üstündağ, Selen Özbilen e Ekaterina Avramova.
Ha rappresentato la Turchia ai Giochi olimpici estivi di Tokyo 2020, classificandosi sedicesima nei 400 metri stile libero e tredicesima nella staffetta 4x200 metri stile libero, con Viktoriya Zeynep Güneş, Deniz Ertan e Merve Tuncel.

## Palmarès
- Giochi del Mediterraneo

Orano 2022: bronzo nella 4x200m sl.
- Europei giovanili

Kazan 2019: argento negli 800m sl e nei 1500m sl.
Roma 2021: argento negli 800m sl, bronzo nei 200m sl e nella 4x200m sl.
- Festival olimpico della gioventù europea

Baku 2019: oro nei 200m sl, nei 400m sl e negli 800m sl.